# Vrbice, Rychnov nad Kněžnou
Vrbice là một làng thuộc huyện Rychnov nad Kněžnou, vùng Královéhradecký, Cộng hòa Séc.